# لوگان هندرسون
 لوگان هندرسون (انگلیسی: Logan Henderson؛ زاده ۱۴ سپتامبر ۱۹۸۹) یک موسیقی‌دان اهل ایالات متحده آمریکا است. 